# Dorthe Warnø Høgh
Dorthe Warnø Høgh (Charlottenlund, 15 de agosto de 1968) é uma roteirista dinamarquesa. Como reconhecimento, foi nomeada ao Oscar 2009 na categoria de Melhor Curta-metragem por Grisen.